# 甘脲
甘脲是一种含氮有机化合物，化学式C
4H
6N
4O
2，可由一分子乙二醛与两分子尿素合成。